# Love (chanson d'Inna)
Pour les articles homonymes, voir Love.
Singles de Inna
Hot
(2008) Déjà Vu
(2009)
Love est un single de la chanteuse roumaine Inna. Il s'agit du deuxième single issu de son premier album studio, Hot.
La chanson de ce single a été écrite par les producteurs Play & Win. Il s'agit d'une chanson up-tempo avec une musique électronique de premier plan et des caractéristiques house. Les paroles évoquent un sens de la complexité des situations.
Love est sortie sous format numérique dans divers pays en Europe et aux États-Unis par le biais de Roton et Ultra Records. Toutefois, la sortie de la chanson a été limitée jusqu'à présent, à cause du succès que connait l'album Hot.
Dans la plupart des pays où la chanson est sortie, les producteurs Play & Win ont modifié la musique radio et ont utilisé la version officielle unique.

## Formats et liste des pistes
- États-Unis Digital Single[1]
(Released: December 1, 2009)

1. "Love" (Play & Win Radio Edit) - 3:39
2. "Love" (Club Version) - 5:01
3. "Love" (Dandeej Remix) - 5:14
4. "Love" (DJ Andi Remix) - 5:41

Love (Official Remixes)
1. "Love (UK Radio Edit Version)" - 2:23
2. "Love (Play & Win Radio Edit)" - 3:38
3. "Love (Play & Win Club Remix)" - 5:01
4. "Love (Dandeej Remix)" - 5:15
5. "Love (DJ Andi Remix)" - 5:44
6. "Love (eSquire Radio Edit)" - 3:53
7. "Love (eSquire Club Remix)" - 5:57
8. "Love (7th Heaven Radio Edit)" - 3:50
9. "Love (7th Heaven Club Remix)" - 6:34
10. "Love (Klubfiller Club Remix)" - 6:35
11. "Love (Klubfiller Dub)" - 6:30

## Classements
| Classement                   | Meilleure position |
| ---------------------------- | ------------------ |
| Allemagne (Media Control AG) | 76                 |
| Bulgarie                     | 4                  |
| Tchéquie (IFPI Rádio)        | 8                  |
| Pays-Bas (Single Top 100)    | 12                 |
| Allemagne (Media Control AG) | 76                 |
| Hongrie (Rádiós Top 40)      | 9                  |
| Hongrie (Dance Top 40)       | 1                  |
| Pologne (Dance Top 50)       | 45                 |
| Roumanie (Romanian Top 100)  | 4                  |
| Slovaquie (IFPI Rádio)       | 5                  |
| Espagne (PROMUSICAE)         | 31                 |

| Classement (2009)     | Position |
| --------------------- | -------- |
| Hongrie Singles Chart | 70       |

## Vidéo musicale
Un clip vidéo accompagnant "Love" a été mis en ligne sur la chaîne YouTube officielle du label Roton le 7 mai 2009. Il a été tourné par Bogdan Bărbulescu le 21 avril 2009 dans une salle abandonnée à Bucarest, en Roumanie, pendant une période de 14 heures,. Le tournage a commencé vers 8 heures du matin. Selon Unica, le concept de Bărbulescu pour la vidéo était un combat entre le bien et le mal, qu'il mis en valeur par des contrastes « impressionnants ». Des images du making-of du clip ont été publiées le même jour sur Urban.ro.
Le clip s'ouvre sur une confluence de flux d'eau en noir et blanc, suivi d'une ballerine pirouette dans les airs « dans un décor sinistre, plein de vieilles machines ». Par la suite, un boxeur est montré en train de frapper un sac de frappe, tandis qu'un homme torse nu vide une bouteille d'eau sur lui et qu'une femme portant un sweat à capuche blanc tient une batte dans ses mains. Plus tard dans la vidéo, les susnommés semblent se battre contre des personnes entièrement masquées de noir. Vers la fin, Inna marche parmi les deux parties avant qu'elles ne disparaissent. Des plans intercalés montrent la chanteuse portant un body blanc avec un corset noir et un long voile blanc attaché à celui-ci, ainsi que l'homme torse nu sautant dans les airs. Certaines scènes de la vidéo sont jouées au ralenti ou à l'envers.
Un rédacteur de Unica a loué le concept du clip et a expliqué : « Le lien entre les deux mondes [du bien et du mal] est fait par Inna, qui porte une tenue spéciale destinée à mettre en valeur à la fois les personnages positifs et négatifs. La nouvelle vidéo nous offre une fin heureuse dans laquelle l'amour triomphe, comme le montre le titre du single. » Ils ont également pensé que le clip était attendu dans « plus de 10 pays » en raison du succès du précédent single d'Inna.